# Ryosuke Takayasu
Ryosuke Takayasu (født 14. maj 1984) er en tidligere japansk fodboldspiller.
Han har spillet for flere forskellige klubber i sin karriere, herunder Tochigi SC.